# 阿思哈 (军机大臣)
阿思哈（转写：Asha，1707年—1776年），萨克达氏，原属满洲正红旗人，后属滿洲正黃旗人。清朝政治人物。

## 生平
从官学生考授内阁中书，乾隆二十二年（1757年）江西巡抚任上，清理屯田时受贿，绞监候，二十六年（1761年），诏免罪，以三品顶戴到乌鲁木齐效力。二十九年，授广东巡抚，后调河南巡抚。三十四年（1769年）官至云贵总督，随征缅甸，乾隆帝责其畏难，解任。以副都统衔在领队大臣上行走，以军机章京擢升左都御史。乾隆四十年（1775年）七月在军机处行走，九月，到山东剿王伦余党，乾隆四十二年（1777年）四月擔任漕运总督。去世后，谥号庄恪。
乾隆四十一年（1776），阿思哈和都统和隆武和副都统和珅一起抬入正黄旗满洲。

## 家庭
- 始祖古里。正红旗“古里，葉赫地方人，原任䕶軍校。其子固實原任佐領，吳什原任防禦。孫佛保住原任筆帖式。曽孫阿思哈現任内閣侍讀”（载《八旗滿洲氏族通譜》卷35）。
- 女萨克达氏，嫁三等侍衛、镶红旗宗室德純（1761-1821；父散秩大臣、已革輔國公九成（又九如），祖父追封奉恩輔國公興綬，曾祖已革頭等侍衛瑚圖禮，高祖盛京將軍、已革輔國公綽克託 (清朝宗室)；属宗室敦誠家族）。
- 女萨克达氏，嫁内务府正白旗滿洲、乾隆五十八年（1793年）癸丑科二甲進士索綽絡氏英和（父乾隆二年（1737年）丁巳恩科进士、禮部尚書德保 (清朝)）。萨克达氏去世后，英和作“悼亡诗二十首”。
- 女萨克达羅佳氏，嫁宗室明通阿（父宗室興齡，祖父豫愨親王德昭，曾祖豫親王鄂扎，高祖豫宣和親王多尼）。